# Piotr Nowakowski (1944–2009)
Piotr Henryk Nowakowski (ur. 28 czerwca 1944 w Bydgoszczy, zm. 8 września 2009 w Szczecinie) – polski marynarz i polityk, kapitan żeglugi wielkiej, w latach 1995–1997 podsekretarz stanu w Ministerstwie Transportu i Gospodarki Morskiej.

## Życiorys
Od 1945 mieszkał w Szczecinie, gdzie jego ojciec Florian pracował jako inżynier przy powstawaniu Polskiego Radia Szczecin. Absolwent V Liceum Ogólnokształcącego im. Adama Asnyka (1963) oraz Państwowej Szkoły Morskiej w Szczecinie (1966, wówczas nieposiadającej statusu szkoły wyższej). W 1988 ukończył studia w Wyższej Szkole Morskiej w Szczecinie. Przez około 20 lat pracował w Polskiej Żegludze Morskiej, gdzie doszedł do stanowiska kapitana. W 1975 uzyskał dyplom kapitana żeglugi wielkiej jako najmłodszy w polskiej flocie handlowej. W 1984 przeszedł do pracy w Urzędzie Morskim w Szczecinie, gdzie kolejno zajmował stanowiska: oficera portu, kapitana portu i pierwszego zastępcy dyrektora, a od 1994 do 1996 dyrektora naczelnego.
Od 14 maja 1995 do 25 listopada 1997 pełnił funkcję podsekretarza stanu w Ministerstwie Transportu i Gospodarki Morskiej. W 1998 i 2002 wybierany do sejmiku zachodniopomorskiego z listy SLD–UP. Od 1998 do 2002 pełnił funkcję wicedyrektora, a od 2002 do 2006 dyrektora Urzędu Morskiego w Szczecinie, następnie pracował jako pilot morski zespołu portowego Szczecin–Świnoujście. Zasiadał w wojewódzkich władzach Sojuszu Lewicy Demokratycznej.
Zmarł 9 września 2009 po długiej chorobie. Pochowany na Cmentarzu Centralnym w Szczecinie (kw. 84I, rz. 9, nr 7). Odznaczony m.in. Złotym Krzyżem Zasługi (2000), Złotym Medalem „Za zasługi dla obronności kraju”, odznaką honorową „Zasłużony dla transportu Rzeczypospolitej Polskiej” i odznaką honorową „Zasłużony Pracownik Morza”.